# Constructa

Altes Logo

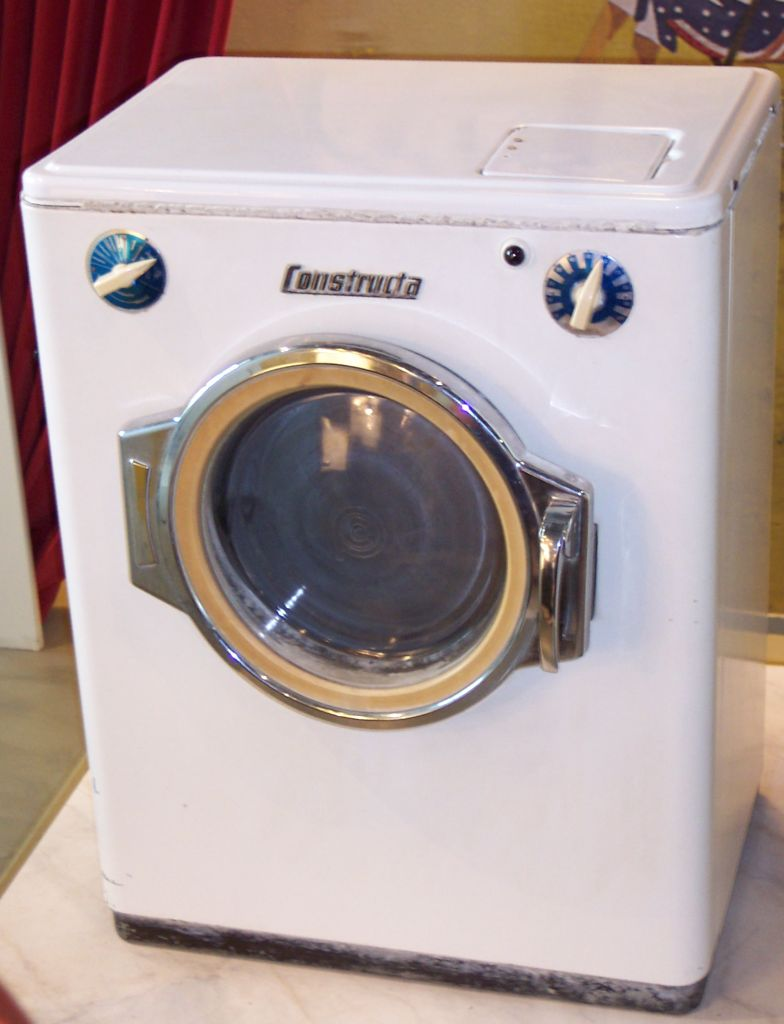
Einer der ersten Vollautomaten von Constructa

Constructa ist eine Marke für Haushaltsgroßgeräte des heutigen Unternehmens Constructa-Neff Vertriebs-GmbH, einer Tochtergesellschaft von BSH Hausgeräte. Gegründet wurde das Unternehmen als Peter Pfenningsberg GmbH, welche Anfang der 1950er Jahre als Constructa den ersten deutschen Haushalts-Waschvollautomat mit verglaster Fronttür (dem „Bullauge“) entwickelt und in den Markt eingeführt hatte. In den 1950er und 1960er Jahren war Constructa der führende deutsche Anbieter von vollautomatischen Waschmaschinen.

## Geschichte
Das Unternehmen wurde am 11. Januar 1951 als Peter Pfenningsberg GmbH in Düsseldorf-Oberkassel von dem Unternehmer Heinrich Reining gegründet. Auf der Baumesse Constructa in Hannover wurde die vollautomatische Waschmaschine am 3. Juli 1951 der Öffentlichkeit vorgestellt und von da an in Anlehnung an den Namen der Messe als „Constructa“ vermarktet. Am 27. Februar 1958 zog das Unternehmen nach Ratingen-Lintorf, wo bis heute eine Straße nach Constructa benannt ist. Ab 8. Februar 1961 firmierte es als Constructa-Werke GmbH. Noch im gleichen Jahr verkaufte Heinrich Reining das Unternehmen zum 30. Juni an Siemens. Am 29. September 1961 starb er an einem Herzinfarkt. 1967 führten Siemens und Bosch ihre Weiße-Ware-Aktivitäten im Joint Venture BSH zusammen. Am 1. Januar 1969 verlagerte BSH die Constructa-Produktion nach West-Berlin.
Die Constructa war die erste vollautomatische Waschmaschine in Deutschland. Sie durchflutete die Wäsche, wusch sie vor, wusch sie im Hauptwaschgang, spülte sie in mehreren Gängen und schleuderte sie anschließend. Um die Kräfte aus der Unwucht im Schleudergang aufzunehmen, musste sie mit vier Steinschrauben im Boden verankert werden. Nach Ablauf der regulären Garantie konnten die Kunden alle drei Monate einen Garantieschein für 75 DM kaufen, damit sie gegen anfallende größere Reparaturen versichert waren.
Heute beinhaltet die Produktpalette neben Waschmaschinen auch Wäschetrockner, Geschirrspülmaschinen, Herde, Backöfen, Dunstabzugshauben, Kühl- und Gefrierschränke.